# Тенгіз Угрехелідзе
Тенгіз Угрехелідзе (нар. 29 липня 1981, Сухумі, Грузинська РСР) — грузинський футболіст, захисник.

## Клубна кар'єра
Тенгіз Угрехелідзе народився 29 липня 1981 року в Сухумі.
Першим професіональним клубом Тенгіза була «Іберія» (Тбілісі), у футболці якої в сезоні 2000/01 років він зіграв 10 матчів та відзначився 2 голами. У 2001 році приєднався до тернопільської «Ниви».
Попри те, що Тенгіз підписав контракт з «Нивою», для того, щоб покращити ігрові кондиції його було відправлено до друголігового фарм клубу «Ниви», «Тернополя-Ниви-2». 25 березня того ж року дебютував за «Тернопіль-Ниву-2» у програному (0:3) виїзному поєдинку 16-го туру групи А другої ліги чемпіонату України проти житомирського «Полісся». Угрехелідзе вийшов на поле на 77-й хвилині, замінивши Андрія Балицького. Після цього повернувся до «Ниви».
7 квітня 2001 року дебютував за тернополян у програному (1:2) виїзному поєдинку 17-го туру вищої ліги чемпіонату України проти львівських «Карпат». Тенгіз вийшов на поле у стартовому складі, але вже на 17-й хвилині його замінив Матвій Ніколайчук. Першим та єдиним голом у футболці тернополян відзначився 19 жовтня 2001 року на 69-й хвилині переможного (2:1) домашнього матчу 14-го туру першої ліги чемпіонату України проти донецького «Шахтаря-2». Тенгіз вийшов на поле на 60-й хвилині, замінивши Олександра Ляхова (мав у своєму пасиві жовту картку), а на 88-й хвилині й самого Тенгіза замінив Анатолій Пташник.
Протягом свого перебування у «Ниві» в чемпіонатах України зіграв 39 матчів та відзначився 1 голом, ще 1 поєдинок за тернопільську команду зіграв у кубку України. 2002 року на правах оренди відправився до білоруського клубу «Торпедо» (Мінськ), але за основний склад цієї команди не зіграв жодного поєдинку, натомість у першості дублерів у футболці мінської команди зіграв 7 матчів. У сезоні 2003/04 років, також на правах оренди, виступав у грузинських клубах «Сіоні» та «Локомотив» (Тбілісі) З 2004 по 2005 рік захищав кольори клубу «Сіоні».
З 2005 по 2006 роки виступав у грузинських клубах «Динамо» (Батумі), АСМК (Тбілісі) і «Торпедо» (Кутаїсі).
У 2007 році переїхав у Вірменію, де підписав контракт з місцевим клубом «Бентоніт» (Іджеван). Проте вже того ж року перейшов до більш іменитого клубу «Уліссес», кольори якого захищав до 2014 року. Загалом у складі «Уліссеса» зіграв 141 матч та відзначився 1 голом. У 2014 році завершив активну ігрову кар'єру.

## Кар'єра у збірній
Виступав за футбольну збірну Грузії різних вікових категорій.